# Oscar Girardi
Oscar Girardi (Basilea, 16 maggio 1970) è un ex arbitro di calcio italiano.

## Carriera
Appartiene alla Sezione AIA di San Donà di Piave.
Diviene arbitro effettivo nella stagione sportiva 1986-1987, superando l'esame di ammissione al termine del corso arbitri da lui frequentato. Dopo aver diretto diverse gare in ambito provinciale e regionale viene promosso nel 1994 alla Commissione Arbitri Nazionale Dilettanti (CAN D).
Al termine della stagione sportiva 1996-1997 viene promosso alla Commissione Arbitri Nazionale di Serie C (CAN C):
- Esordio in Serie C2 1997-1998: Cremapergo-Leffe.
- Esordio in Serie C1 1997-1998: Brescello-Montevarchi.

Dopo cinque anni di permanenza e aver diretto alcune gare dei play-off e play-out, dalla stagione sportiva 2002-2003 è a disposizione della Commissione Arbitri Nazionale (CAN A-B), organo preposto alla designazione degli ufficiali di gara per le partite di Serie A e Serie B.
- Esordio in Serie B 2002-2003: Ascoli-Sampdoria
- Esordio in Serie A 2002-2003: Como-Torino

Oscar Girardi è stato più volte designato come Quarto Ufficiale di gara in gare di Champions League tra cui la suggestiva sfida Barcellona-Chelsea diretta dal collega Stefano Farina. Nel 2007 ha diretto uno spareggio promozione nel campionato tunisino: Olympique du Kef-Jendouba Sport.
Al termine della stagione 2002-2003 ha ricevuto il premio 'Presidenza AIA' come arbitro immesso nel ruolo CAN particolarmente distintosi. Al termine della stagione 2003-2004 ha ricevuto il premio "Gennaro Marchese" come arbitro immesso nel ruolo CAN da non più di 2 stagioni sportive particolarmente distintosi.
Dopo aver diretto 40 gare nella massima serie e oltre 100 nella serie cadetta, nell'aprile 2009 decide di dimettersi visto il sopraggiungere di nuovi e gravosi impegni di lavoro.
Dal 2009 al 2012 svolge l'attività di dirigente arbitrale all'interno del Comitato Regionale Arbitri Veneto. Contemporaneamente viene nominato Arbitro Benemerito dal Presidente dell'AIA Marcello Nicchi.